# 江澤慶
江澤 慶（えざわ けい、1979年4月12日 - ）は、東京都練馬区出身のサッカー指導者。

## 来歴
JFA公認A級コーチジェネラル、UEFA Bライセンスを保有。
2009年から2011年にかけてシャンオーレ郡山で監督を務めた。2012年、福島ユナイテッドFCのコーチに就任。
2018年、ノジマステラ神奈川相模原コーチに就任。

## 選手歴
- 東京都立大泉高等学校[3]

## 指導歴
- 2003年 - 2005年 大宮アルディージャスクール コーチ
- 2008年 - 2011年 バリエンテ郡山 / シャンオーレ郡山
  - 2008年 ヘッドコーチ
  - 2009年 - 2011年 監督
- 2012年 - 2017年 福島ユナイテッドFC コーチ
- 2018年 - ノジマステラ神奈川相模原 コーチ

## 監督成績
| 年度 | 所属      | クラブ | リーグ戦 | リーグ戦 | リーグ戦 | リーグ戦 | リーグ戦 | リーグ戦 | カップ戦   | カップ戦 |
| 年度 | 所属      | クラブ | 順位     | 勝点     | 試合     | 勝       | 分       | 敗       | ナビスコ杯 | 天皇杯   |
| ---- | --------- | ------ | -------- | -------- | -------- | -------- | -------- | -------- | ---------- | -------- |
| 2009 | 福島県2部 | 郡山   | 2位      | 22       | 10       | 7        | 1        | 2        | -          | -        |
| 2010 | 福島県1部 | 郡山   | 6位      | 3        | 10       | 1        | 0        | 9        | -          | -        |
| 2011 | 福島県2部 | 郡山   | 優勝     | 10       | 4        | 3        | 1        | 0        | -          | -        |